# Boryana Kaleyn
Borjana Nikolaeva Kaleyn (født 23. august 2000) er en bulgarsk gymnast, der konkurrerer i rytmisk gymnastik.
Hun repræsenterede Bulgarien ved sommer-OL 2020 i Tokyo, hvor hun blev nummer 5 i den individuelle konkurrence.
Under sommer-OL 2024, der blev afholdt i Paris, vandt hun sølv.